# Эстония-18
Эстония-18 — гоночный автомобиль для соревнований в классе всесоюзной формулы-3 и международной формулы «Восток». Был разработан и производился на Таллинском опытном авторемонтном заводе (ТОАРЗ).

## Описание
Автомобиль выпускался малыми сериями по заказу ЦК ДОСААФ СССР. Дебютировал в гонках на первом этапе чемпионата СССР 1972 года, проходившем в Минске. По шасси и кузову машина частично унифицирована с предшествующей моделью «Эстония-16М» национальной формулы-2, имевшей двигатель от «Москвич-412». На «Эстонии-18» стоял силовой агрегат от ВАЗ-2101, он устанавливался перед задними колёсами и оснащался двумя топливными баками, которые размещались вдоль бортов. Первоначально мощность двигателя составляла 62 л. с., но после доводки гонщики достигали мощности до 70—71 л. с. Рулевой механизм реечный. В основе машины была пространственная ферма из хромансилевых труб, кузов изготавливался из стеклопластика, колёса выполнены из магниевого сплава. В трансмиссии использовались картер и главная передача от ЗАЗ-968, главные тормозные цилиндры от ЗАЗ-965, задние тормозные колодки и поршни от ВАЗ-2101. Тормозной путь со скорости 172 км/ч до полной остановки — 120 м. Гонщик расположен полулёжа, таким образом машину удалось сделать низкой.
В 1976 году началось производство усовершенствованной модификации «Эстония-18М» с двигателем ВАЗ-21011 большего объёма (1294 см³) и мощности.
Общий тираж выпуска обеих модификаций составил по разным данным около 120 экземпляров.
На «Эстония-18» Мадис Лайв в 1975 году стал первым победителем Кубка дружбы социалистических стран из СССР. Также на счету советских пилотов несколько призовых мест в данном турнире на различных модификациях модели — в 1975-м вторым стал Владислав Барковский, в 1976-м третье место занял Мадис Лайв (на «Эстония-18М»), а в 1978-м на «серебряной» строчке расположился Тоомас Напа, пилотировавший глубоко модернизированную версию, получившую название «Таллепт». Также на этой модели было завоёвано 6 золотых, 5 серебряных и 7 бронзовых медалей чемпионатов СССР по кольцевым гонкам.